# Brienne-le-Château

Brienne-le-Château este o comună în departamentul Aube din nord-estul Franței. În 1 ianuarie 2022 avea o populație de 2.703 de locuitori.